# عبدالسلام خمیس
عبدالسلام خمیس (انگلیسی: Abdesalam Kames؛ زادهٔ ۱۲ آوریل ۱۹۷۴) بازیکن فوتبال اهل لیبی بود.